# Gerold Hug
Gerold Hug (* 26. November 1958 in Konstanz; † 13. Februar 2024) war ein deutscher Journalist und Medienmanager. Er war Hörfunkdirektor und Programmdirektor des Südwestrundfunks (SWR).

## Werdegang
Hugs journalistische Arbeit begann nach Abitur und Grundwehrdienst als Volontär beim Südkurier in Konstanz und als Reporter beim Express in Köln. Anschließend wechselte er zum Hörfunk und wurde 1983 Redakteur bei SWF3. 1996/97 wurde er Projektleiter des SWF/SDR-Jugendradios DASDING und stellvertretender Programmleiter bei SWF3. Mit der Fusion von SWF und SDR zum Südwestrundfunk (SWR) im September 1998 wurde Hug Programmchef der neuen Welle SWR3. Seit 1. Februar 2009 leitete er die strategische Unternehmensentwicklung im Südwestrundfunk, am 1. August 2011 wurde er wieder Programmchef von SWR3. Im Sommer 2012 wurde Hug Hörfunkdirektor des Südwestrundfunks. 2016 wurde er nach einer Umstrukturierung der Direktionen einer der beiden medienübergreifenden Programmdirektoren des Senders, zuständig für Kultur, Wissen, Junge Formate. Im Januar 2020 ging er in den Ruhestand.